# They Were on Their Honeymoon (film 1915)
They Were on Their Honeymoon è un cortometraggio muto del 1915 diretto e interpretato da Eddie Lyons. Prodotto dalla Nestor e distribuito dall'Universal Film Manufacturing Company, aveva come altri interpreti Lee Moran e Victoria Forde.

## Produzione
Il film fu prodotto dalla Nestor Film Company di David Horsley.

## Distribuzione
Distribuito dall'Universal Film Manufacturing Company, il film - un cortometraggio di una bobina - uscì nelle sale cinematografiche statunitensi il 26 marzo 1915.